# Nakadžima Ki-87
Nakadžima Ki-87 byl prototyp výškového stíhacího letounu, vyvíjeného za druhé světové války pro Japonské císařské armádní letectvo firmou Nakadžima. Hlavním posláním letounu byla likvidace nepřátelských těžkých bombardérů.

## Vývoj
Vývoj typu začal počátkem roku 1942, přičemž velení letectva byl základní návrh nového letounu předložen v listopadu 1942. Jednalo se o rozměrný jednomístný jednomotorový jednoplošník celokovové konstrukce s poloskořepinovým trupem. Letoun poháněl dvouhvězdicový vzduchem chlazený osmnáctiválec Nakadžima Ha-44-12, za kterým bylo na pravé straně trupu umístěno turbodmychadlo, poháněné výfukovými plyny. Motor roztáčel čtyřlistou stavitelnou vrtuli o průměru 3,90 m.
Podvozek byl zatahovací, přičemž hlavní podvozkové nohy se při zatahování o 90 ° pootočily a naplocho dosedly do křídelních gondol. Pilotní kabina byla přetlaková a pilota chránilo přední pancéřové sklo. Výzbroj složená ze dvou synchronizovaných 20mm kanónů Ho 5, střílejících okruhem vrtule a dvou nesynchronizovaných 30mm kanónů Ho 105, byla umístěna v křídle letounu.
Dne 9. července 1943 byla objednána stavba tří prototypů Ki-87, ale díky průtahům ve vývoji letounu byl do konce války dokončen jen jediný kus, který provázely neustálé technické potíže. První let Ki-87 proběhl v dubnu 1945. Problém byl především s turbodmychadlem (Japonci neměli s touto techniku příliš zkušeností) a podvozkem. Do konce války prototyp absolvoval pravděpodobně jen pět letů. Jen ve fázi projektu zůstala vylepšená verze Ki-87 II s výkonnějším motorem Nakadžima Ha-46-11 o výkonu 3000 k a jinak umístěným turbodmychadlem. Po skončení války prototyp letounu ukořistili Američané. Dodnes se nedochoval.

## Specifikace

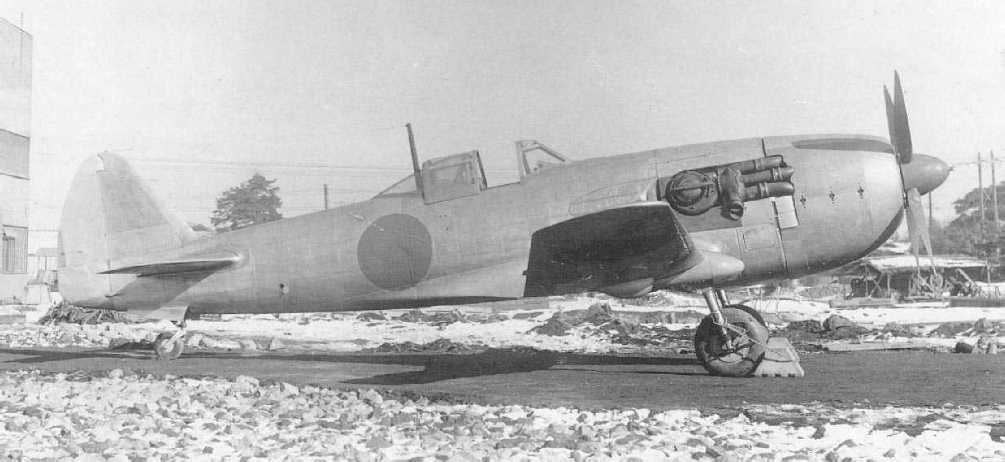
Ki-87

### Technické údaje
- Osádka: 1
- Rozpětí: 13,42 m
- Délka: 11,82 m
- Výška: 4,49 m
- Nosná plocha: 26 m2
- Hmotnost prázdného letounu: 4387 kg
- Vzletová hmotnost: 5632 kg
- Max. vzletová hmotnost: 6100 kg
- Pohonná jednotka: 1× dvouhvězdicový vzduchem chlazený osmnáctiválec Nakadžima Ha-44-12
  - Výkon motoru u země: 2450 k
  - Výkon ve výšce 4400 m: 2200 k
  - Výkon ve výšce 11 000 m: 2040 k

### Výkony
- Maximální rychlost ve výšce 11 000 m: 716 km/h
- Cestovní rychlost ve výšce 11 000 m: 470 km/h
- Dostup: 12 855 m
- Výstup do 10 000 m: 14 min.
- Vytrvalost: 2 h

### Výzbroj
- 2 × synchronizovaný 20mm kanón Ho-5
- 2 × nesynchronizovaný 30mm kanón Ho-105
- existovala možnost podvěsit 250kg pumu